# Страйк сірничниць

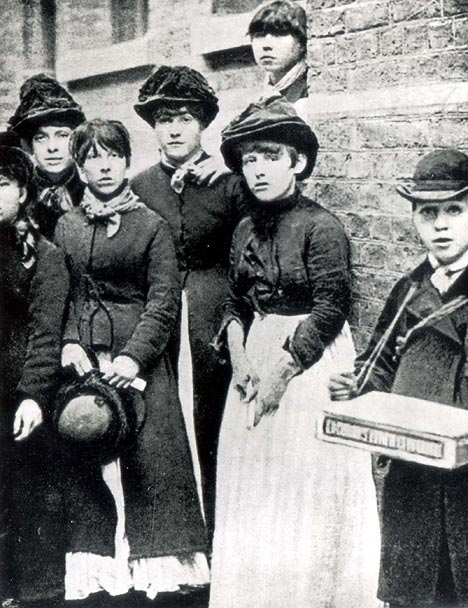
Сірничниці-страйкери, у кількох з них з’явилися ранні симптоми «фосфорної щелепи».

Страйк сірничниць 1888 року — це протест жінок і дівчат-підлітків, які працювали на сірниковій фабриці Bryant & May у районі Боу, в Лондоні.

## Фон

### Розробка сірників

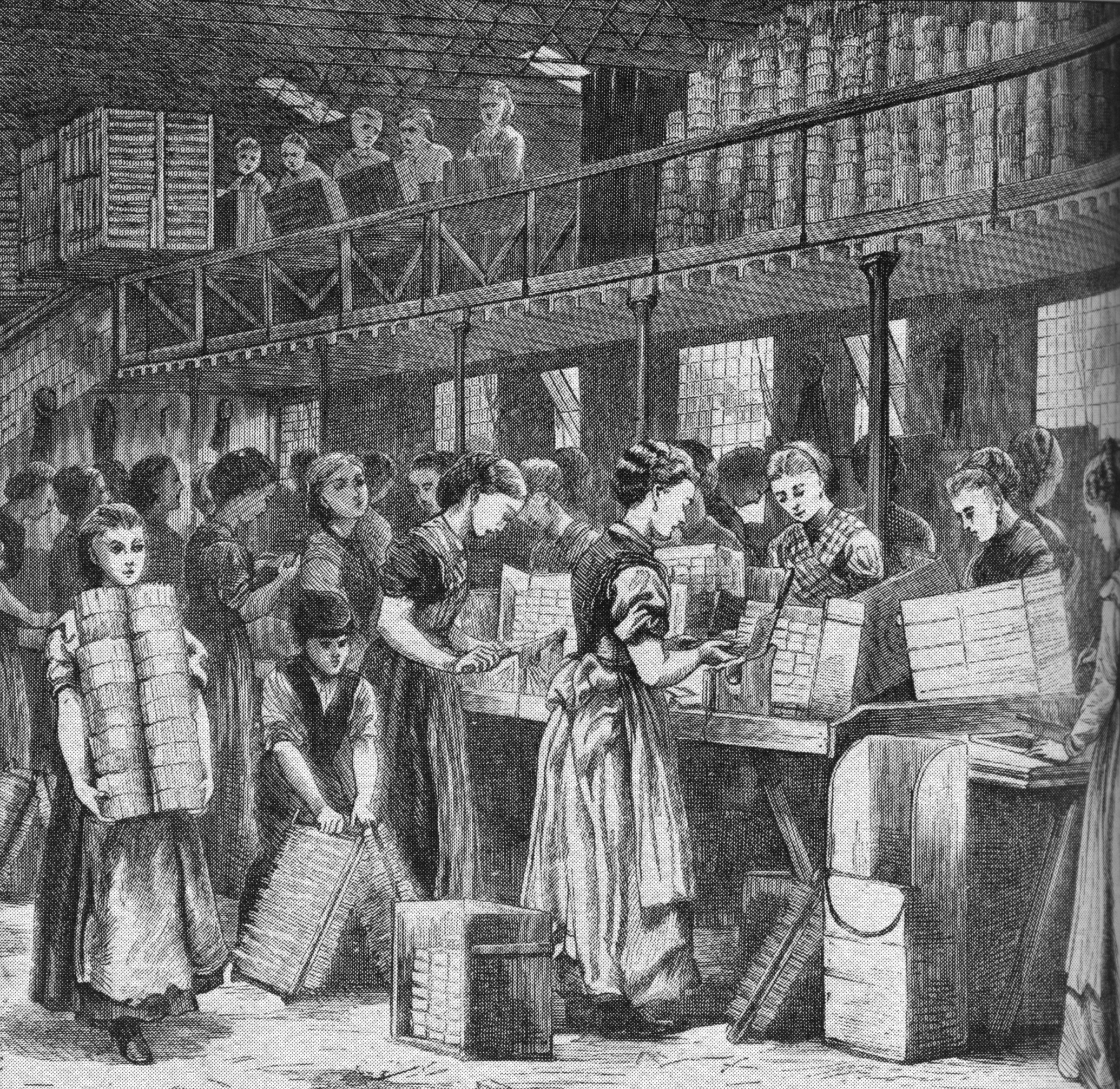
Жінки працюють на сірниковій фабриці, можливо, на фабриці Bryant & May

В кінці дев'ятнадцятого століття сірники виготовляли з паличок з тополі або канадської сосни, довжина яких вдвічі перевищувала готовий виріб. Вони були закріплені в рамах, що містили приблизно 4000. Обидва кінці паличок занурювали в сірку, а потім у суміш з білого фосфору (також відомого як жовтий фосфор), хлорату калію, сульфіду сурми, порошкового скла та барвника.   Рівень білого фосфору в сірниках змінювався; у 1899 році урядовий звіт стверджував, що у Великобританії він становив від шести до семи відсотків , тоді як у звіті Королівського економічного товариства 1902 року ця цифра становила «зазвичай близько п’яти; іноді навіть десять відсотків».  Досвідчені працівники могли закінчити 1400 рам за десятигодинну зміну, що створювало десять мільйонів сірників.  Після того, як двокінцеві сірники висушили в печах, їх поміщали в машину, щоб розділити навпіл на одинарні сірники. Їх упаковували в коробки по сто, а потім зв’язували в пачки по дванадцять.   Ті, хто занурював сірники, зазвичай були чоловіками; робітниці домінували серед робочої сили, залученої до решти процесу. 

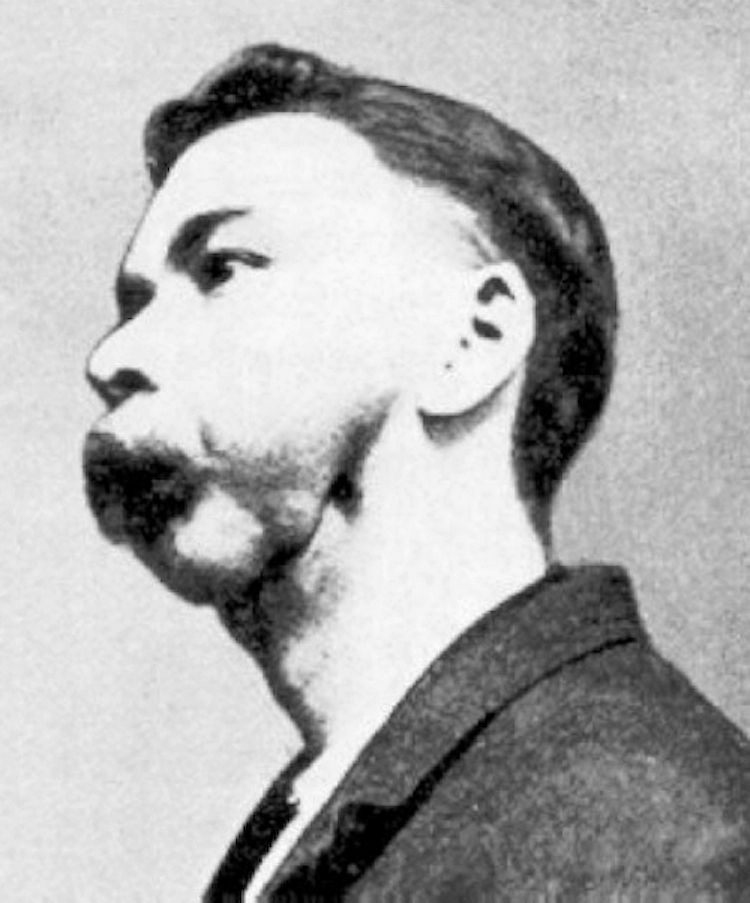
Сірниковий працівник із фосфорною щелепою

Сірники, які вони виробляли, спочатку називалися «Люцифер» (через характерний запах сірки, який асоціювався зі знищенням вогнем і сіркою Содому і Гоморри та «Конгрів»   (можливо, після Реактивної артилерійської ракеті Конгріва). З часом ці назви стали узагальненими товарними знаками. Сірники «Люцифер» можна було запалити на будь-якій поверхні, де від удару могло виникнути тертя. У 1840-х роках було відкрито червоний фосфор, який був більш стійким при котакті з повітрям. Це означало, що сірники можна було виготовляти без будь-якого фосфору, з ударною поверхнею на коробці, яка містить червоний фосфор.  
У 1897 році в Британії на 25 сірникових фабриках працювало 4152 людини, 2658 з яких були дорослими, 1492 були у віці від 14 до 18 років і 2 молодше 14 років. З заводів, що випускали сірники, 23 з них використовували білий фосфор. У них працювало 3134 особи; 245 чоловіків і 1276 жінок були залучені до процесів, які включали фосфор, а решта працювало на нефосфорних ролях.  
Професійним захворюванням, яке вражало тих, хто працював з білим фосфором, був фосфорний некроз щелепи, також відомий як фосфорна щелепа; стан не пов'язаний з червоним фосфором. Фосфорна щелепа утворилася внаслідок вдихання парів фосфору, особливо під час нагрівання інгредієнта, що викликало остеонекроз кістки щелепи.  Це проявлялося спочатку зубним болем і грипоподібними симптомами, потім втратою зубів, абсцесами, набряком ясен, утворенням фістули та некрозу щелепи.  Смертність була зареєстрована приблизно в 20 відсотках випадків. 

### Bryant & May

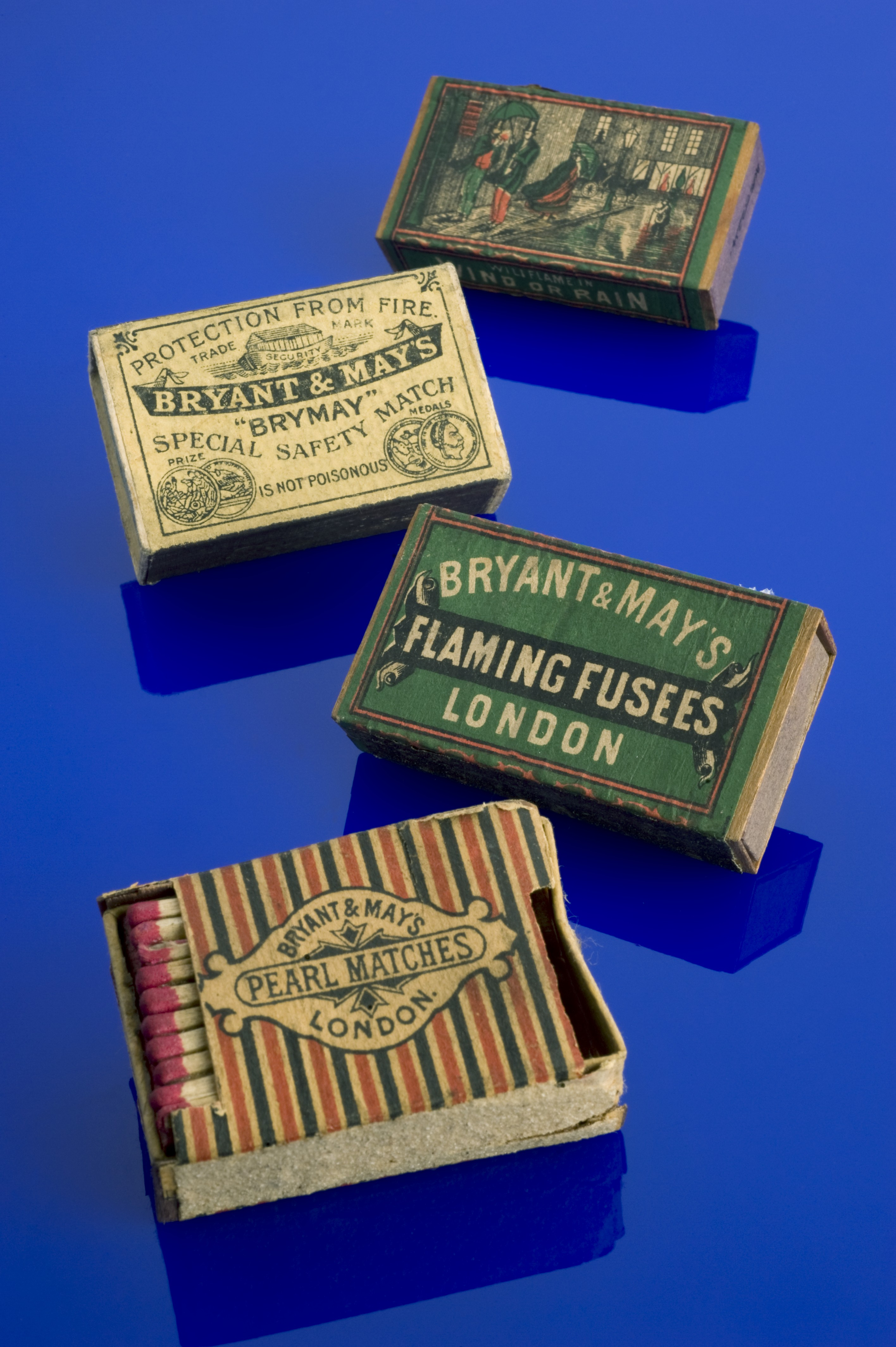
Безпечні сірники Bryant & May «Pearl», 1890–1891

Компанію з виробництва сірників Bryant & May було засновано в 1843 році двома квакерами, Вільямом Браянтом і Френсісом Меєм, для торгівлі товарами загального призначення. У 1850 році компанія вступила у відносини зі шведським сватом Йоганом Едвардом Лундстремом, щоб захопити частину ринку з 250 мільйонів сірників, які використовуються в Британії щодня.   У 1850 році компанія продала 231 000 коробок сірників; до 1855 року це зросло до 10,8 мільйонів коробок і до 27,9 мільйонів коробок у 1860 році  У 1880 році компанія почала експортувати свої товари; у 1884 році вони стали публічною компанією . Були виплачені дивіденди в розмірі 22,5 відсотків в 1885 році і 20 відсотків в 1886 і 1887 роках.  У 1861 році Браянт переніс бізнес на ділянку площею три акри на Фейрфілд-роуд, Боу, Східний Лондон .  
У 1880-х роках у Bryant & May працювало майже 5000 людей, більшість із яких були жінками та ірландками або ірландського походженням, хоча їх чисельність змінювалася залежно від сезонних коливань ринку;  до 1895 року ця цифра становила 2000 осіб, з яких від 1200 до 1500 були жінки та дівчата. 
Сірникові коробки виготовляли домашньою працею по системі поту .  Такій системі було віддано перевагу, оскільки на працівників не поширювалися Фабричні акти. Такі працівники отримали 21⁄4 до 21⁄2 пенні за брутто ящиків. Робітникам доводилось забезпечувати клей та мотузку з власних коштів.  
За десятигодинний робочий день робітники отримували різні ставки, залежно від виду виконуваної роботи.  Ті, хто заповнювали рами, отримували 1 шилінг за 100 рам; ті, що розрізали сірники отримували 23⁄4 пенні для трьох коробок брутто, а пакувальники отримали 1 шилінг 9 пенні за 100 упакованих коробок. Ті, хто не досяг 14 років, отримували щотижневу зарплату в розмірі близько 4 шилінга.  Більшості робітників пощастило, якщо вони забирали всю суму додому, оскільки бригадири стягували низку штрафів, причому гроші вираховувалися безпосередньо із заробітної плати. Штрафи включали 3 пенні за неохайний верстак, розмову або брудні ноги — багато працівників ходили босоніж, оскільки взуття було надто дорогим; 5 пенні відраховували за запізнення; і шилінг за спалений сірник на верстаку. Жінки та дівчата, які займалися упаковкою сірників, повинні були платити хлопцям, які приносили їм рамки з сушильних печей, а також повинні були постачати свої клей і пензлики. Одну дівчину, яка впустила піднос із сірниками, оштрафували на 6 пенні.  
Браянт і Мей знали про фосфорну щелепу. Якщо працівники скаржилися на зубний біль, їм казали негайно видалити зуби або звільнитись. 

#### Політична активність

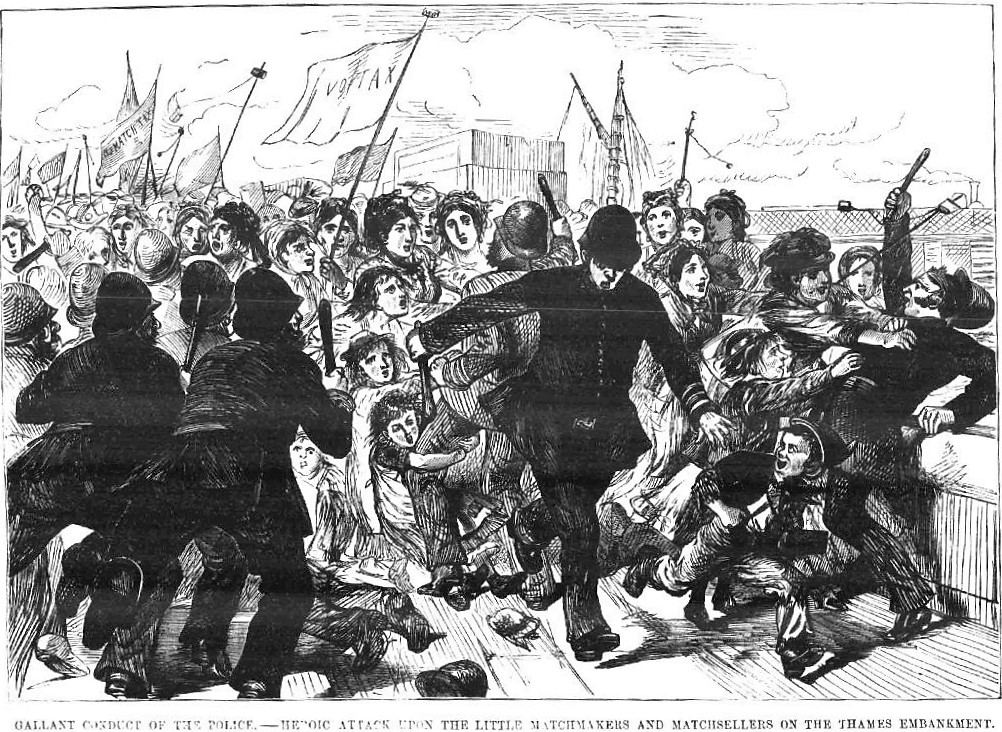
Мультфільм від «The Day's Doings», де показано зіткнення міліції з маршем виробників та виробниць сірників

Виробники та виробниці сірників брали участь в організованих політичних діях у 1870-1880-х роках. Спроба запровадити податок на сірники у квітні 1871 р. зустріла рішучий спротив робітників і робітниць і розкритикована в національній пресі.   Наступного дня після масового мітингу у парку Вікторія, Лондон, до 10 000 виробників та виробниць сірників — переважно дівчат і жінок віком від тринадцяти до двадцяти — пройшли до будівлі парламенту, щоб подати петицію. По дорозі їх переслідувала поліція, яка безуспішно намагалася заблокувати їм проїзд.   Manchester Guardian описали, що «поліцейські, сильні у своєму сенсі офіційності та залякування у своїй силі, наблизилися до межі жорстокості».  Королева Вікторія написала прем’єр-міністру Вільяму Гладстону протест проти податку, і наступного дня після маршу запропонований податок було скасовано. 
Виробники та виробниці сірників страйкували в 1881, 1885 і 1886 роках через низьку заробітну плату і штрафну структуру. Усі дії були безуспішними.   Історик Лоуелл Сатр вважає, що виробники та виробниці сірників більше турбувалися про зарплату та штрафи, ніж про безпеку.  

## Страйк

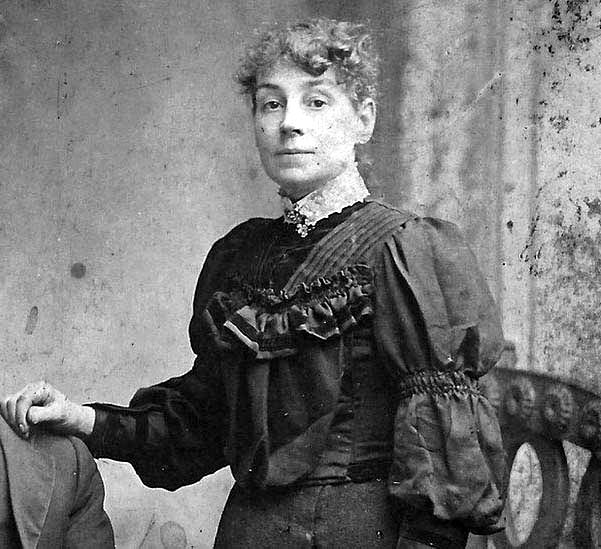
Сара Чепмен очолила страйк

Умови праці на сірниковій фабриці викликали велике невдоволення: до чотирнадцятигодинного робочого дня, низька оплата (що значно погіршилася в 1888 році внаслідок поганого врожаю, що спричинило різке скорочення годин),   несправедливі штрафи, відсутність чистого місця для їжі та серйозні ускладнення для здоров’я, пов’язані з роботою з алотропами білого фосфору, що спричинило фосфорний некроз, також відомий як phosphorimus chronicus або фосфорна щелепа .  Це невдоволення переросло у відкрите обурення після звільнення однієї з робітниць приблизно 2 липня 1888 року 
Громадська активістка Енні Безант разом зі своїм другом Гербертом Берроузом вплуталася в ситуацію і опублікувала статтю у своїй щотижневій газеті за півпенні The Link 23 червня 1888 року  Це розлютило керівництво Bryant & May, яке намагалося змусити своїх робітників підписати документ, що заперечував це, на що вони відмовилися. Це призвело до звільнення робітниці (під іншим приводом), що поклало початок страйку , приблизно 1400 жінок і дівчат відмовилися працювати до кінця першого дня. Керівництво швидко запропонувало поновити звільнену співробітницю, але жінки вимагали інших поступок, зокрема щодо несправедливих штрафів, які вираховувалися з їхніх зарплат. Жіноча делегація пішла до керівництва, але були не задоволені їх відповіддю. До 6 липня вся фабрика припинила роботу. Того ж дня близько 100 жінок пішли до Безант і попросили її допомоги. Часто говорили, що вона почала або очолила страйк, але це не так. Вона нічого про це не знала, доки депутація (Сара Чепмен, Мері Каммінгс і місіс Наулс)  не подзвонила, щоб побачитися з нею, і спочатку була досить налякана поспішними діями, які вони вжили, і кількістю жінок, які зараз пішли з роботи без засобів підтримки. 
Страйкерки проводили збори, на деяких з яких виступала Безант. Член парламенту Чарльз Бредло виступив у парламенті, і 11 липня туди приїхала делегація жінок-сірничниць, які зустрілися з трьома депутатами. Було багато розголосу. Долучилася Лондонська торгова рада. Спочатку керівництво було непохитним, але власник фабрики Браянт був провідним лібералом і нервував щодо публічності.
Безант допомагала на зустрічах з керівництвом, і на зустрічі 16 липня були сформульовані умови, згідно з якими було зазначено, що штрафи, відрахування на вартість матеріалів та інші несправедливі відрахування повинні бути скасовані і що в майбутньому скарги можуть бути доставлені безпосередньо до керівництва без необхідності залучати бригадирів, які не давали керівництву знати про попередні скарги. Також, що дуже важливо, харчування мало відбуватися в окремій кімнаті, де їжа не була б забруднена фосфором. Ці умови були прийняті, і страйк припинився. 

## Наслідки
У 1891 році Армія порятунку відкрила власну сірникову фабрику в районі Боу в Лондоні, використовуючи менш токсичний червоний фосфор і виплачуючи кращу зарплату.  Частково причиною створення сірникової фабрики було бажання покращити умови домашніх працівників, у тому числі дітей, які занурювали вдома сірники на основі білого фосфору.  Кілька дітей померли від того, що поїли ці сірники.
Фабрика Браянта і Мей отримала погану рекламу через ці події, і в 1901 році вони оголосили, що їхня фабрика більше не використовує білий фосфор.  Власники, Френсіс Мей і Вільям Браянт, почали імпорт безпечних сірників на основі червоного фосфору від Йогана Едварда Лундстрема зі Швеції в 1850 році  Проте до 1855 року продажі безпечних сірників Браянта та Мея зросли в 10 разів, і Лундстрем не зміг надалі збільшувати виробництво, тому вони купили його британський патент і за його сприяння побудували зразкову фабрику безпечних сірників у Боу.  Вони почали використовувати червоний фосфор у 1855 році, але не змогли конкурувати за ціною з набагато дешевшими сірниками на основі білого фосфору; отже, використання дитячої праці .
Армія порятунку мала таку саму проблему; їхні власні сірники спочатку були втричі дорожчі за сірники на основі білого фосфору. Вони мали частковий успіх, оскільки багато їхніх прихильників відмовилися купувати сірники на основі білого фосфору; вони автоматизували більшу частину процесів пошуку відповідей, але не заповнення ящиків, таким чином знизивши витрати; було заборонено використання дитячої праці в небезпечних професіях. Фабриці все ще було важко конкурувати за ціною, і після 1898 року War Cry припинив рекламу своїх сірників.  Їхня остання реклама «зробити або зламати» була показана 24 лютого 1900 року.  26 листопада 1901 року сірникову фабрику Армії порятунку нарешті закрили й перейняли Браянт і Мей 
У 1908 році палата громад прийняла закон про заборону використання білого фосфору в сірниках після 31 грудня 1910 року. Це було імплементацією Сполученим Королівством Бернської конвенції 1906 року про заборону білого фосфору в сірниках. 

## Популярна культура
У 1966 році британський актор Білл Оуен у співпраці з автором пісень Тоні Расселом створив мюзикл про страйк під назвою «The Matchgirls» . Наступна згадка страйку була в епізоді другого серіалу BBC Вулиця різника, який вийшов в ефір 11 листопада 2013 року, де різні жертви умов на заводах намагалися помститися причетним сторонам.
У 2013 році в Бішопсгейті, Лондон, відбувся захід з нагоди 125-ї річниці. Сірничниці були представлені під час відео-триб’юту «HerStory» видатним жінкам у турі U2 у 2017 році з нагоди 30-ї річниці The Joshua Tree під час виконання «Ultraviolet (Light My Way)» з альбому1991 року Achtung Baby. 
Дитячий роман «Флоренс і пустотливе кошеня» Меган Рікс, опублікований видавництвом Puffin Books у 2019 році, розповідає історію сірничниці Бет з Bryant and May протестувала влітку 1888 року, і про її зустріч із міс Флоренс Найтінгейл .
У 2022 році вигадана розповідь про походження страйку була зображена у фільмі Netflix «Енола Холмс 2» . Лідера страйку Сару Чепмен зіграла Ганна Додд . 

## Вшанування пам'яті
У 2022 році Англійська спадщина оголосила, що пізніше того ж року на місці колишньої фабрики Браянта та Мей у Боу, Лондон, на згадку про страйк сірничниць буде встановлено синю табличку .  Меморіальну дошку відкрили 5 липня 2022 року актриса Аніта Добсон і Сем Джонсон, правнучка голови страйкового комітету Сари Чепмен, у кварталі Боу, Фейрфілд-роуд, Тауер-Хамлетс .   

## Дивись також
- Олбрайт і Вілсон
- Молодіжний активізм